# Matěj Mikšíček
Matěj Mikšíček (3. února 1815 Toužín u Dačic – 12. března 1892 Brno) byl moravský národní buditel ze 40. let 19. století, novinář, sběratel lidové tvorby a spisovatel.

## Život
Narodil se v rodině Františka Mikšíčka (1784) a Johany roz. Kubešové (1793). Jeho sourozenci byli: Antonie Zoufalá (1817–1901), Rosalie Schindlerová (1822), Marie, Petr, Josefa a Anna. Oženil se s Annou Veronikou roz. Vrbíkovou, se kterou měl dceru Marii Hrubou (1854–1935).
Do školy chodil postupně ve Znojmě, Hradci Králové, Vídni, Litomyšli a Pešti. Peštská studia ho přivedla k činnosti ve prospěch Slováků. Pořádal slovenské divadelní hry a založil divadlo ve Zvolenu. Poznal tam také píseň Hej, Slováci, kterou uvedl pod názvem Hej, Slované na Moravu.
Druhý ročník filozofie, započaté v Pešti, studoval v Brně u profesora Františka Matouše Klácela. Znovu se zapojil do organizování divadla (tentokrát společně s redaktorem Janem Ohéralem) a česká představení propagoval mezi studenty. Vedle toho působil i jako novinář – brněnský divadelní zpravodaj Květů, redaktor Časopisu pro lid (1843) a pořadatel kalendáře Domácí přítel. V roce 1845 přesvědčil Ohérala a Klácela k založení Týdenníku, moravského literárně-politického časopisu. Byl v té době také vyšetřován za šíření „velezrádných“ knih, ale k odsouzení nedošlo.
Roku 1848 ho třináct obcí zvolilo jako delegáta na Slovanský sjezd v Praze. Na přelomu let 1848–1849 se jako novinář účastnil protimaďarské výpravy Slováků (psal reportáže do Klácelových Moravských novin). Roku 1852 nastoupil do stálého zaměstnání jako železničář v Brně.
Mikšíček byl plodným novinářem a spisovatelem, který ve své době přispíval do mnoha časopisů (Moravské noviny, Květy, Vosa, Rodinná kronika, Moravská orlice aj.) Knižně vydal sedm svazků pohádek a pověstí a několik menších prací (např. Co a jak? nebo Škola řemeslnická). Jeho snahou ve všech aktivitách bylo, šířit na Moravě vzdělání a národní uvědomění.
Zemřel roku 1892 v Brně a byl pohřben na městském Ústředním hřbitově.

## Dílo
- Sbjrka powěstj morawských a slezkých. Swazek I., sebral M. Mikssjček. W Brně: Tiskem Frantisska Gastla, 1843
- Sbjrka powěsti morawských a slezkých. Swazek II., sebral M. Mikssjček. W Brně: Tiskem Frantisska Gastla, 1844
- Sbjrka powěstj morawských a slezkých. Swazek III., sebral M. Mikssjček. W Brně: Tiskem Frantisska Gastla, 1844
- Sbjrka powěstí morawských a slezkých. Swazek IV., Matěj Mikšíček. W Holomouci: nákladem knihkupce Eduarda Hölzla, 1845
- Národnj báchorky. Sv. 1, sebrané od M. Mikssjčka. W Znogmě: Nákladem E. J. Fourniera, 1845
- Národnj báchorky. Sv. 2, sebrané od M. Mikssjčka. W Znogmě: Nákladem E. J. Fourniera, 1845
- Pohádky a powjdky lidu morawského: zásoba rozmanitého a zábawného čtenj o rozličných wěcech, ... sebrané od M. Mikšíčka. W Brně: Frantissek Wimmer, 1847[3]
- Co? a Gak?: krátký přehled negnowěgssích udalostj od Matěje Mikšíčka. Brno, R. Rohrer, 1848
- Brněnská řemeslnická sskola, gak zřjzena bude začátkem měsjce řjgna 1820 ku prospěchu wssech mor. a čes. towaryssů, učednjků, lidu fabrikantského etc. etc. seps. Matěj Mikšíček, Brno, 1852[4]
- Několik baněk, sázených Němčourům, odrodilcům a kývalům od jednoho Staromoravana. V Brně: Nákladem spisovatelovým, 1867
- M. Mikšíčka Sebrané spisy. Svazek první, Národní báchorky moravské a slezské. V Praze: I. L. Kober, 1888
- M. Mikšíčka Sebrané spisy. Svazek druhý, Pověsti moravské a slezské. V Praze: I. L. Kober, 1889
- Moravské a slezské národní báchorky – Praha: I. L. Kober, 1897[5]
- Pták Ohniváč a jiné pohádky – napsali: A. N. Afanasjev, Stanislav Javor, Jos. Krušina ze Švamberka, M. Mikšíček, Bedřich Šaloun; uspořádal S. Javor; obrázky maloval H. J. Folkman. Praha: Zora, 1918[6]
- Zlatý pramen: sto let české pohádky – z českých spisovatelů vybrala Marie Majerová; kresby Slavoboje Tusara. Praha: Antonín Svěcený, 1918[7]